# دوست‌محمدخان بارکزائی
دوست‌محمد خان بارَکزایی (بارَکزِهی) فرزند علی‌محمد خان بارکزایی پسر رستم خان و فرزند اعظم خان فرزند شئ مهراب خان از خان‌های برخی مناطق بلوچستان است. مادرش بی‌بی روز خاتون است. او اصالتاً از طایفهٔ باران‌زهی بود و مادرش از طايفهٔ بزرگ‌زاده در دزک سراوان می‌باشد و در شهرستان سراوان متولد شده‌است. تا قبل از حملهٔ نیروهای رضا شاه، برخی مناطق مکران در ایران توسط دوست‌محمد خان اداره می‌شد.

## قدرت یافتن
بهرام خان عموی دوست‌محمد خان ایرانشهر و بمپور را در جنگ با طایفهٔ نارویی ضمیمهٔ حکومت خود کرد و در جنگ با قوای اعزامی حکومت مرکزی قاجار، قلعهٔ ناصری را نیز در دست گرفت و مرکز حکومت خود قرار داد. پس از مرگ بهرام خان، دوست‌محمد خان جانشین عمویش گردید.
با فرارسیدن سال ۱۳۰۰ ه‍.خ و مرگ سردار بهرام خان بارکزهی، برادرزاده‌اش دوست‌محمد خان، ملقب به اسعدالدوله حکومت محلی پهره (ایرانشهر) را در دست گرفت.
او به تدریج حوزهٔ نفوذ خود را گسترش داد و تقریباً تمام بلوچستان را تحت سیطرهٔ خود درآورد.

تحولاتی که در این دهه رخ داد شرایطی به وجود آورد که نه تنها حکومت دوست‌محمد خان، بلکه تمام حکام استقلال‌طلب را تهدید کرد؛ ولی به علت فاصلهٔ زیاد بلوچستان از تهران و خرابی راه‌ها و همچنین نبود وسایل ارتباطی پیشرفته، دوست‌محمد خان اطلاع جدیدی از اوضاع مملکت نداشت. وی همچنان حکومت مرکزی را ضعیف می‌پنداشت و لذا از پرداخت مالیات به دولت مرکزی خودداری کرد و از سوی دیگر داعیهٔ استقلال بلوچستان را در سر می‌پروراند. 

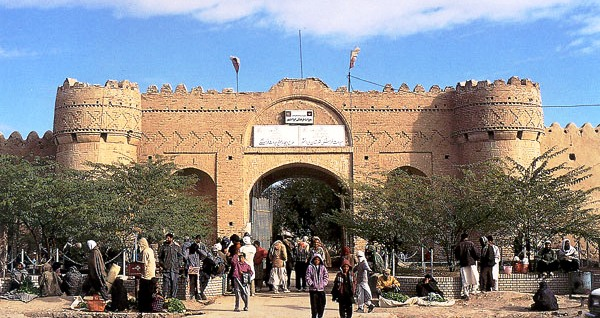
قلعهٔ ناصری (قلعهٔ دوست‌محمد خان)

## جنگ با دولت مرکزی
استقرار قدرت رضا شاه، پای قشون شرق به فرماندهی امیرلشکر امان‌الله خان جهانبانی را به بلوچستان گشود. قشونی به سرکردگی سرهنگ محمد نخجوان جهت فروپاشی حکومت خان بلوچستان عازم منطقه شد. دوست‌محمد خان خواستِ دولت مرکزی مبنی بر تسلیم را حتی در قبال وعدهٔ سمت استانداری نیز نپذیرفت. در سال ۱۳۰۷ حکومت بلوچستان در جنگ با لشکر رضا شاه شکست خورد.
در این رابطه سردار حسین خان شیرانی دوم و سردار زمان خان بامری و سرتیپ یاغی خان از ده رضا به عنوان راهنمای قوای دولتی که از کرمان به بلوچستان می‌آمدند عمل می‌کردند.
جهانبانی فرماندهِ نیروهای اعزامی به بلوچستان دربارهٔ سرداران بلوچ و کمک آنها به نیروهای دولتی آورده‌است: «روز جمعه ششم مهرماه تمام سرداران بلوچ سرحدی به اتفاق فرماندهِ تیپ از خاش حرکت کرده و برای ملاقات این جانب به دزآپ (زاهدان) وارد شدند و اظهار اطاعت و خدمتگزاری کلیهٔ سرداران بلوچ سرحدی را، در این موقع می‌توان از موفقیت‌های بزرگ در بلوچستان محسوب داشت زیرا طوایف سرحدی سلحشور و اگر قصد مخالفت داشتند اشکالات مهمی فراهم می‌گردید و اردوکشی ممکن بود به زودی خاتمه یابد.
پس از پایان عملیات، بلوچ‌هایی که با وعدهٔ مذاکره از قلعه خارج شده بودند، اعدام گردیدند.
پس از آن ستون برای اشغال مرکز بلوچستان که عبارت از پهره و بمپور باشد حرکت کرد. پس از تمرکز در پهره، تیمسار جهانبانی به تهران پیشنهاد کرد که پهره به نام ایرانشهر نامیده شود و وزارت راه جادهٔ بین زاهدان و ایرانشهر را ترمیم و سیم تلگراف هم دائر کند.
با شکست دوست‌محمد خان از قوای دولتی، تیمسار جهانبانی، قسم‌نامه‌ای برای وی فرستاد و اعلام نمود در صورت تسلیم، او و نیروهایش در امان خواهند بود.

## پایان کار
با دریافت تأمین و تسلیم روانهٔ تهران شد. رضا شاه به پاس ایستادگی‌اش در برابر قوای انگلیس در تهران تحت مراقبت نگاهش داشت. او از امتیازات بیشتری نسبت به سایر سران تبعیدی ایلات مانند حق گردش و شکار در اطراف تهران و حمل اسلحه برخوردار بود. دوست‌محمد خان خسته از اقامت در تهران و به تحریک اطرافیان خویش برای فرار، در ۱۹ آبان ۱۳۰۸ آجودان مراقبش را به قتل رساند و خودروی مراقبش را برداشته و با همراهان گریخت. اما پس از طی مسافتی خودرو بنزین تمام کرد. به واسطهٔ تشنگی و گرسنگی در دی‌ماه همان سال در کویر حدود سمنان دستگیر و به تهران اعزام شدند. پس از ورود به تهران او را به حضور شاه بردند.
رضا شاه از او پرسید که این چه کاری بود کردی؟ فقط در جواب گفت: تقدیر چنین بود. سپس دوست‌محمد خان و بلوچ‌های همراه وی در دادرسی ارتش محاکمه و به اعدام محکوم شدند و در ۲۶ دی‌ماه همان سال دوست‌محمدخان اعدام گردید. با انهدام قدرت دوست‌محمد خان، سراسر بلوچستان به تصرف رضا شاه در آمد و تمام سران بلوچ در مقابل نیروهای دولتی تسلیم شدند و اظهار انقیاد نمودند.
پدر و برادرش به خونخواهی او با قوای حکومت مرکزی درگیر شدند در جنگ با قوای دولتی به فرماندهی سرگرد اسکندر در سرباز در ۱۳۰۷ شکست خوردند و به بلوچستان انگلیس (بلوچستان پاکستان) گریختند و تا رضا شاه بر سر قدرت بود بازنگشتند.

## شورش‌های بلوچستان پس از دوست‌محمد خان
در سال ۱۳۱۰ ه‍.خ / ۱۹۳۱. م سردار جمعه خان اسماعیل‌زایی، رئیس طایفه اسماعیل زایی، سر به شورش برداشت، اما از سوی دولت، مجازات گردید و به همراه طایفه‌اش به شیراز تبعید شد و مدتی طولانی در آن استان تحت نظر به سر برد.
در ناحیه کوهک نیز که سرداران و خان‌ها سرکش شده بودند، مورد حملهٔ قوای نظامی قرار گرفتند و سرتیپ عباس البرز فرماندهِ لشکر کرمان و مکران به عده‌ای از سران بلوچ به وسیلهٔ قرآن مهرکرده تأمین داد، ولی هنگامی که سران بلوچ اسلحهٔ خود را به زمین گذاشتند و تسلیم شدند آنها را دستگیر و چهل نفر از آنان را تیرباران نمود.